# Calicina arida
Calicina arida is een hooiwagen uit de familie Phalangodidae. De wetenschappelijke naam van Calicina arida gaat terug op Ubick & Briggs.